# Coxoplectoptera

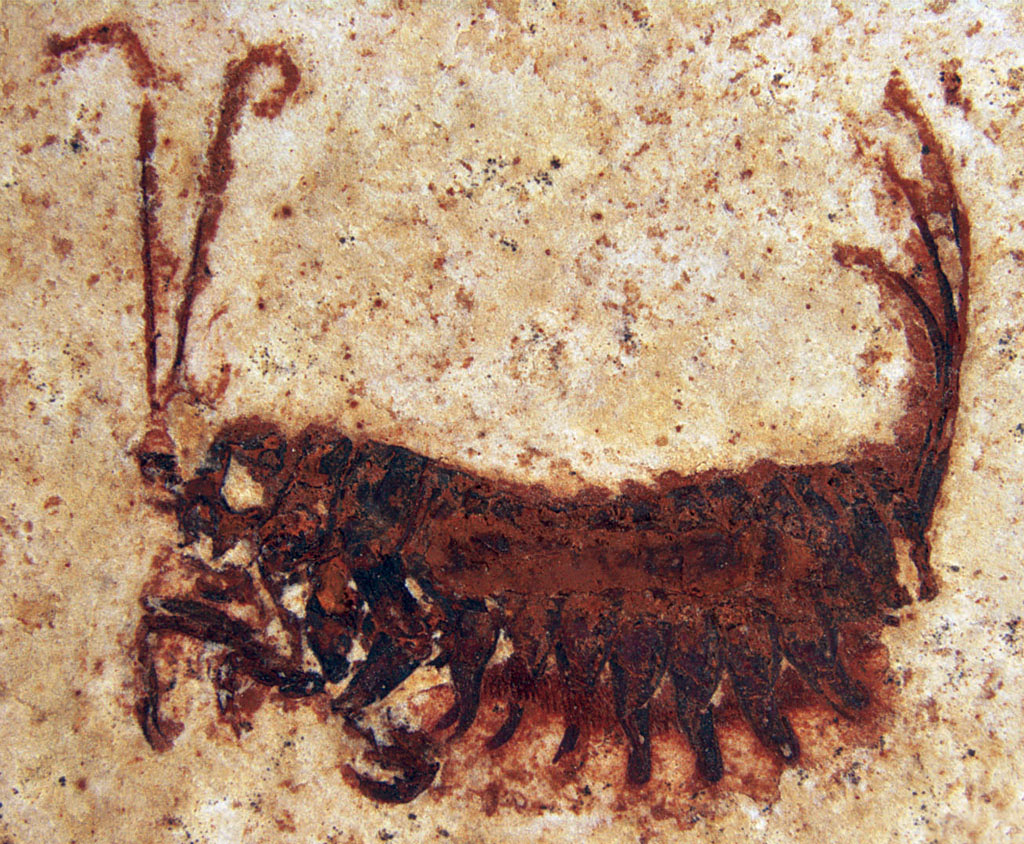
Личинка Mickoleitia

Coxoplectoptera (лат.) — вымерший отряд древнекрылых насекомых (Paleoptera), описанный в 2011 году. Его представители обнаружены в отложениях юрского и мелового периодов в Бразилии и в Забайкалье. Вместе с отрядом подёнок (Ephemeroptera) Coxoplectoptera включаются в кладу Heptabranchia.

## Описание
Среднего размера крылатые насекомые (около 2—4 см) с крупными фасеточными глазами. Длина крыльев 28 мм, длина головы 4 мм, длина груди — 11 мм, длина передних ног — 14 мм. Представители Mickoleitia жили на берегах мелкого моря, занимавшего в то время северо-восток Бразилии. Предположительно, взрослые особи активно питались, быстро летали и были хищниками (хватательные передние ноги, крепкая грудь, мощные крылья и задние ноги). Личинки, видимо, обитали в пресноводных потоках (ручьи или мелководные речки), как подёнки или ручейники, обладали саблевидными мандибулами, крупными глазами и длинными антеннами, также как и их имаго были хищниками.

## История
Впервые личинки Mickoleitia были замечены биологами ещё в 2001 году (Bechly, 2001). Но только когда немецкие палеоэнтомологи Гюнтер Бечли (Günter Bechly) и Арнольд Станичек (Arnold H. Staniczek) обнаружили в коллекциях Штутгартского музея естествознания (нем. Staatliches Museum für Naturkunde Stuttgart) имаго этих насекомых, стало ясно, что это совершенно новая группа членистоногих (в описании также участвовал украинский энтомолог Роман Годунко, Львов).

## Систематика
Отряд Coxoplectoptera включает единственное семейство Mickoleitiidae с двумя мезозойскими родами. Название рода Mickoleitia дано в честь немецкого энтомолога Dr Gerhard Mickoleit (Eberhard-Karls-Universität Tübingen), учившего в университете двух авторов первоописания (Bechly и Staniczek). В состав семейства включен род Mesogenesia, описанный по двум ископаемым личинкам из Забайкалья (Россия) советским энтомологом О. А. Черновой в 1977 году.
- Mickoleitia (нижний мел, формация Крато[англ.], Бразилия):
  - Mickoleitia longimanus Stanizcek, Bechly & Godunko, 2011 typus
  - Mickoleitia sp. (мелкий пока неназванный вид, представленный единственным экземпляром из частной палеонтологической коллекции Mr Masayuki Murata, Киото, Япония)
- Mesogenesia Tshernova, 1977 (средний или верхний юрский период, Забайкалье, Россия):
  - Mesogenesia petersae Tshernova, 1977 (= Archaeobehnigia edmundsi Tshernova, 1977)